# Lucia Joyce

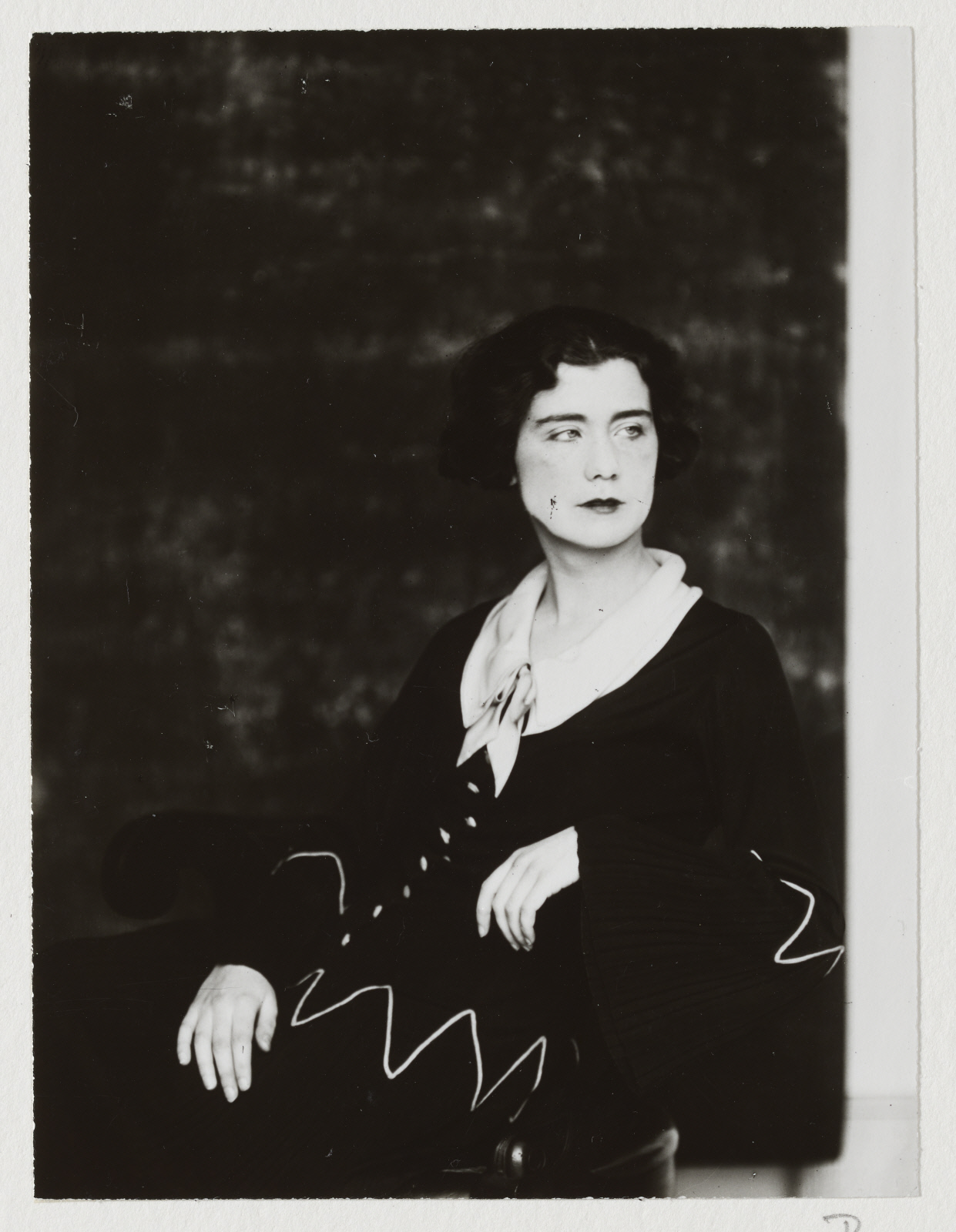
Lucia Joyce, 1927–28

Lucia Anna Joyce (Trieste, 26 luglio 1907 – Northampton, 12 dicembre 1982) è stata una ballerina italiana, figlia dello scrittore irlandese James Joyce e di Nora Barnacle.

## Biografia
Lucia Anna Joyce nasce all'Ospedale Civico di Trieste il 26 luglio 1907. È la seconda figlia dello scrittore irlandese James Joyce e di Nora Barnacle, dopo il fratello Giorgio. Poiché i suoi genitori erano espatriati e vivevano a Trieste, la prima lingua di Lucia fu l'italiano. 
In gioventù si è formata come ballerina all'Istituto Dalcroze di Parigi. Studia danza dal 1925 al 1929, allenandosi prima con Jacques Dalcroze, poi con Margaret Morris e infine con Raymond Duncan (fratello di Isadora Duncan) nella sua scuola vicino a Salisburgo. Nel 1927, Joyce danzò un breve duetto nel ruolo di un soldatino nell'adattamento cinematografico di Jean Renoir de La Petite marchande d'allumettes (La piccola fiammiferaia) di Hans Christian Andersen. Approfondisce i suoi studi con Lois Hutton, Hélène Vanel e Jean Borlin, primo ballerino del Ballet suédois.
Nel 1928 si unì a "Les Six de rythme et couleur", una comunità di sei ballerine che presto si esibirono in Francia, Austria e Germania. Dopo un'esibizione in La Princesse Primitive al teatro Vieux-Colombier, il Paris Times scrisse di lei: "Lucia Joyce è la figlia di suo padre. Ha l'entusiasmo, l'energia e una quantità non ancora determinata del genio di James Joyce. Quando raggiungerà la sua piena capacità di danzare ritmicamente, James Joyce potrebbe ancora essere conosciuto come il padre di sua figlia".
Il 28 maggio 1929 fu scelta come una dei sei finalisti del primo festival internazionale di danza di Parigi, tenutosi al Bal Bullier. Anche se non vinse, il pubblico, che comprendeva suo padre e il giovane Samuel Beckett, sostenne che la sua performance era eccezionale e protestò a gran voce contro il verdetto della giuria. 
È stato affermato che quando Lucia aveva 21 anni, lei e Beckett (che fu per un breve periodo il segretario di suo padre) divennero amanti. La loro relazione durò poco e finì dopo che Beckett, che all'epoca era impegnato con un'altra donna, ammise che il suo interesse era in realtà per una relazione professionale con James Joyce, non per una relazione personale con la figlia di Joyce.
All'età di 22 anni, Joyce, dopo anni di rigorosa dedizione e lunghe ore di pratica, decise che "non era abbastanza forte fisicamente per essere una ballerina di qualsiasi tipo". Annunciando che sarebbe diventata un'insegnante, "rifiutò l'offerta di unirsi a un gruppo di Darmstadt e di fatto rinunciò alla danza". La sua biografa Carol Shloss, tuttavia, sostiene che fu il padre a porre fine alla sua carriera di ballerina. James riteneva che l'intenso allenamento fisico per il balletto le causasse uno stress eccessivo, che a sua volta esacerbava l'animosità di lunga data tra lei e sua madre Nora. Gli incessanti litigi domestici che ne derivano impediscono di lavorare a Finnegans Wake. James la convinse a dedicarsi al disegno dei capolettera per illustrare la sua prosa e a rinunciare alle sue profonde inclinazioni artistiche. Alla sua mecenate Harriet Shaw Weaver, James Joyce scrisse che questo le procurò "un mese di lacrime, perché pensava di aver buttato via tre o quattro anni di duro lavoro e di aver sacrificato un talento".
Secondo l’autrice di “Lucia Joyce: To Dance in the Wake” la decisione di lasciare la danza fu un elemento scatenante della malattia mentale, che avrebbe segnato la sua vita.
I primi segni iniziarono nel 1930, compreso un periodo in cui ebbe una relazione con Samuel Beckett, allora docente di inglese all'Ecole normale supérieure di Parigi. Nel maggio del 1930, mentre i suoi genitori si trovavano a Zurigo, invitò Beckett a cena, sperando di "spingerlo a qualche dichiarazione". Lui la rifiutò, spiegando che era interessato solo a suo padre e alla sua scrittura.
Nel 1934 ebbe diverse relazioni con il suo insegnante di disegno Alexander Calder, con un altro artista espatriato, Albert Hubbell, e con Myrsine Moschos, assistente di Sylvia Beach di Shakespeare and Company. Con il passare dell'anno, le sue condizioni di salute si deteriorarono al punto che James la fece accogliere da Carl Jung come paziente. Poco dopo, le fu diagnosticata la schizofrenia presso la clinica psichiatrica Burghölzli di Zurigo. Nel 1936, James acconsentì a sottoporre la figlia a esami del sangue presso il St Andrew's Hospital di Northampton. Dopo una breve degenza, Lucia Joyce insistette per tornare a Parigi; i medici spiegarono al padre che non poteva impedirglielo se non facendola internare. James disse ai suoi amici più intimi che "non avrebbe mai accettato che sua figlia fosse incarcerata tra gli inglesi".
Lucia Joyce tornò a stare da Maria Jolas, moglie dell'editore di transizione Eugene Jolas, a Neuilly-sur-Seine. Dopo tre settimane, le sue condizioni peggiorarono e fu portata con la camicia di forza alla Maison de Santé Velpeau di Vésinet. Considerata un pericolo sia per il personale che per i detenuti, viene lasciata in isolamento. Due mesi dopo, entrò nella maison de santé di François Achille Delmas a Ivry-sur-Seine.
Nel 1951 Joyce fu nuovamente trasferita all'ospedale St Andrew. Nel corso degli anni riceve le visite di Beckett, Sylvia Beach, Frank Budgen, Maria Jolas e Harriet Shaw Weaver, che le fa da tutore.
Nel 1962 Beckett donò la sua parte di diritti d'autore del suo saggio del 1929 su Finnegans Wake in Our Exagmination Round His Factification for Incamination of Work in Progress per contribuire a pagare la sua degenza al St Andrew.
Nel 1982 Lucia Joyce ebbe un ictus e morì il 12 dicembre dello stesso anno. È sepolta nel cimitero di Kingsthorpe.
Ogni anno, nel giorno di Bloomsday (16 giugno), sulla tomba di Lucia Anna Joyce vengono letti estratti dell'Ulisse di James Joyce e altre letture relative alla sua vita e alle sue opere. Nel 2018, nel giorno di Bloomsday, Letters to Lucia, un'opera teatrale scritta da Richard Rose e James Vollmar in cui compaiono personaggi della vita di Lucia, tra cui Samuel Beckett, Kathleen Neel, Nora Barnacle e lo stesso Joyce, è stata rappresentata dalla Triskellion Irish Theatre Company sulla tomba.

## Influenza sulla produzione del padre
Il suo stato mentale è oggetto di un recente studio di Carol Shloss, secondo la quale Lucia è stata fonte di ispirazione per Joyce nella scrittura del romanzo Finnegans Wake. Lo studio fa riferimento alla corrispondenza tra Lucia e suo padre, ed è diventato oggetto di un'azione legale per violazione di copyright da parte dell'erede di James Joyce, che si concluse il 25 marzo 2007.
In una lettera scritta in Inglese a Harriet Shaw Weaver (9 giugno 1936), pubblicata e tradotta in Italiano, James Joyce scrive che “Qualche misteriosa malattia ha serpenteggiato su entrambi i miei figli. (I medici sono inclini a tracciarlo risalendo al periodo della nostra residenza in Svizzera, durante gli anni della guerra.)”.

## Lucia Joyce nell'arte
Lucia Joyce è protagonista dell'opera da camera Crucis verba - Lucia Joyce e la danza sull'Ulisse della compositrice Maria Beatrice Orlando, su libretto della stessa e di Riccardo Cepach.